# 金山街道 (高州市)
金山街道，是中华人民共和国广东省茂名市高州市下辖的一个乡镇级行政单位。前身为1993年成立的高州金山经济开发  试验区。

## 行政区划
金山街道下辖以下地区：
金山社区、上坡村、鹤山村、里麻村、板桥村、陈垌村、红粉村、文龙村、米塘村、西塘村和金竹山村。